# الهجرة (السدة)

تعديل مصدري - تعديل

الهجرة هي إحدى قرى عزلة وادي عصام بمديرية السدة التابعة لمحافظة إب، بلغ تعداد سكانها 182 نسمة حسب تعداد اليمن لعام 2004.